# Культура Греции
Культура Греции развивалась на протяжении тысячелетий, начиная от эгейской цивилизации, продолжая особенно бурно развиваться в классическую эпоху, позднее через влияние на Древний Рим и эллинизированный Восток воплотилась в культуре Византийской империи. Эпоха османского господства существенно повлияла на современную греческую культуру, однако историки ведущую роль в возрождении греческой национальной культуры отдают Греческой войне за независимость 1821—1829 годов.
Современная Греция — наследница культуры Древней Греции и считается колыбелью западной цивилизации, родиной демократии, западной философии, искусства, театра, основ наук и Олимпийских игр. Греческий язык имеет древнейшую историю среди языков индоевропейской группы (известно 34 столетия только письменной эпохи). На основе греческого алфавита возникли латиница и кириллица.

## Язык

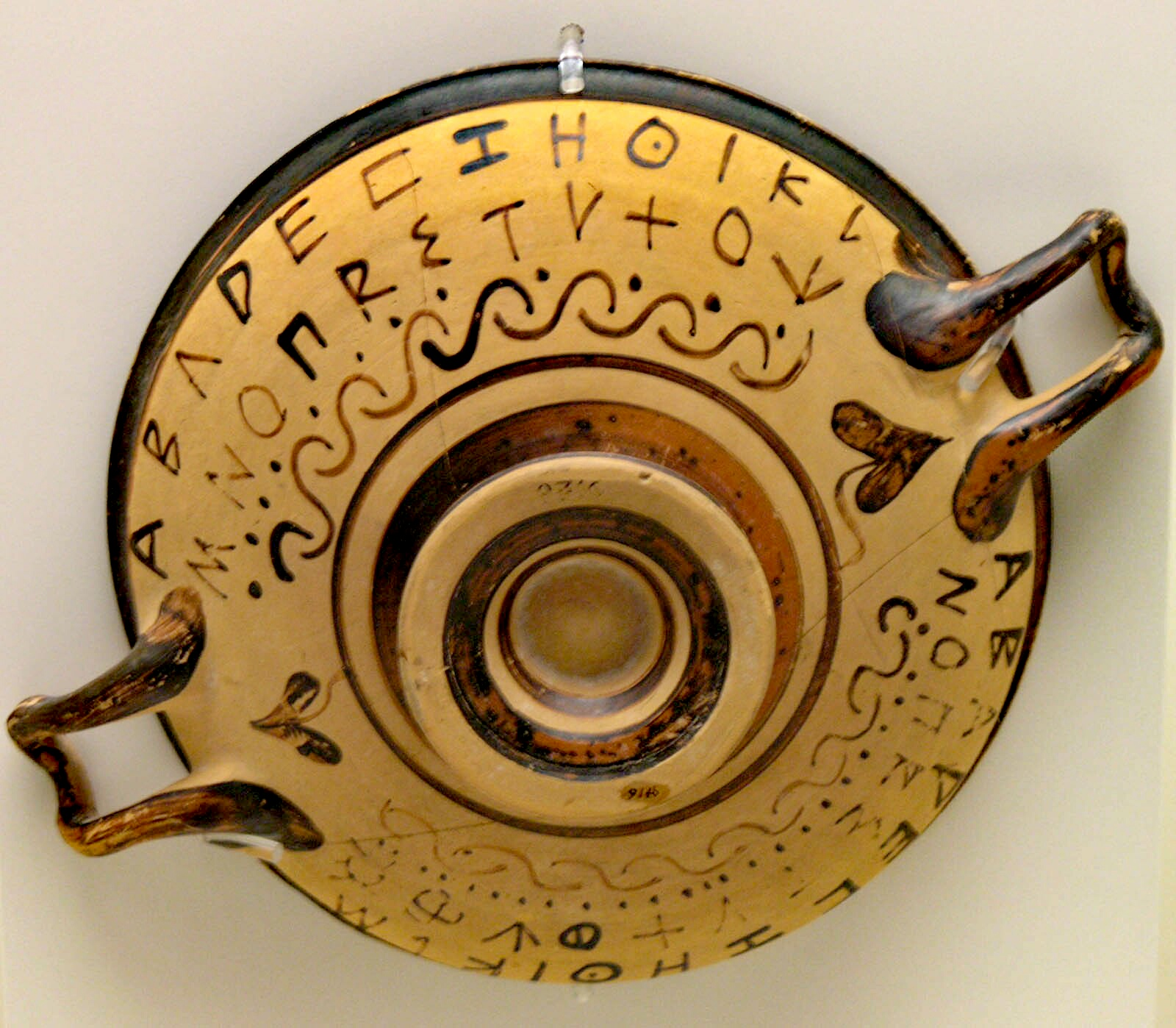
Греческий алфавит на чернофигурном килике, Национальный археологический музей Афин

Греческий язык — официальный язык Греческой республики, один из древнейших языков мира (его история насчитывает более 3 400 лет письменного периода), который сегодня имеет около 15 млн носителей во всем мире. Относится к индоевропейской языковой семьи. Его предшественником в дописьменный период был протогреческий язык, позднее развившийся в микенский язык, который уже имел собственную систему письма — так называемое Линейное письмо Б, а также Линейное письмо А, связанное с минойской цивилизацией, которое до сих пор остается нерасшифрованным.
Греческий язык считается наследником не только микенского языка, но и критского письма, кипрского письма, и особенно разнообразных диалектов древнегреческого языка. Среди последних аттический диалект оказал наибольшее влияние на современный греческий.
Современный греческий язык — единственный представитель греческой ветви языков (диалектов). При этом ранее существовавшие другие греческие языки и крайне обособленные диалекты, которые либо вымерли, либо находятся на грани исчезновения в результате ассимиляции. Наличие единственного полноценного представителя в наши дни сближает греческую группу с албанской и армянской, которые также фактически представлены одним языком каждая.
Греческий язык оказал огромное влияние на другие европейские языки, непосредственно на романские языки, особенно на латынь периода становления Древнего Рима. Признаки этого влияния легко прослеживаются в словарном запасе европейских языков, в том числе и в русском, где эти заимствования получили название грецизмов. Кроме того, научная терминология во многом базируется на греческой лексике.

### Новогреческий период
Основа современного стандарта греческого языка — димотика, южно-греческий диалект, адаптированный как стандарт языка. Он значительно отличается от кафаревуса, искусственно созданного на основе древнегреческого койне, на котором общались приблизительно в период 300 г. до н. э. — 300 г. н. э. Кафаревуса насаждалась по инициативе Адамантиоса Кораиса, греческого писателя и просветителя, который в основу своей новогреческой филологии положил народный язык, обогатив его повседневными выражениями из древнегреческого языка. Кораис имел многочисленных сторонников, преимущественно среди фанариотов, которые сформировали так называемую Афинскую школу.
В то время как в Афинах и Константинополе образованные греки культивировали мертвый аттический диалект древнегреческого, пытаясь привить его народу, на Ионических островах развивается литературное движение, известное как Ионическая школа, которое особо ярко расцвело после Греческой революции. Наиболее известный его представитель — поэт Дионисиос Соломос. Его авторству принадлежит Гимн свободе, написанный в 1824 году народным живым языком — димотикой. Положенный на музыку, он стал национальным гимном новой Греции.
Греция всегда была относительно однородной страной в лингвистическом отношении. В начале XX века произошел греко-турецкий обмен населением, который ещё более усилил процесс ассимиляции этнических меньшинств. На сегодняшний день греческим как первым, или даже единственным языком пользуются около 99 % населения страны.
Основные диалекты греческого языка: понтийский, цаконский, еврейско-греческий, критский, каппадокийский. В среде греческой диаспоры также существует ряд диалектов, так среди греков Приазовья существуют два диалекта: румейский и урумский. В настоящее время все диалекты находятся на грани исчезновения.
Распространение Интернет-услуг и мобильной связи в последних десятилетиях XX века вызвало латинизацию греческого письма. Это явление известное как Greeklish, распространен по всей греческой диаспоре и даже в странах с большинством греческого населения — в Греции и на Кипре.
Ныне большинство контента на греческом языке набирается буквами греческого алфавита, однако неофициальное сетевое общение, особенно среди молодежи, все же тяготеет к Greeklish.
Зарождение новогреческой литературы в эпоху Возрождения ознаменовала поэма «Эротокритос», написанная на Крите Вицендзосом Корнаросом (Винченцо Корнаро) народным языком. Поэма состоит из десяти тысяч стихов и воспевает доблесть, терпение и любовь героя Эротокрита. Однако настоящий толчок развитию новой греческой литературы дала Греческая революция. Появились Афинская школа пуристов, вдохновителем которой стал создатель кафаревусы Адамантиос Кораис, и Ионическая школа во главе с Дионисиосом Соломосом, пропагандировавшая живую народную форму греческого языка — димотику.
Литература XX века представлена талантами многих писателей и поэтов, среди которых Андреас Калвос, Яннис Психарис, Александрос Паллис, Ангелос Сикелианос, Костис Паламас, сказочница Пенелопа Дельта, Яннис Рицос, Александрос Пападиамандис, Костас Кариотакис, Костас Варналис, Константинос Кавафис, Деметриус Викелас, Никос Казандзакис, а также нобелевские лауреаты Одисеас Алепуделис и Йоргос Сеферис.

## Литература

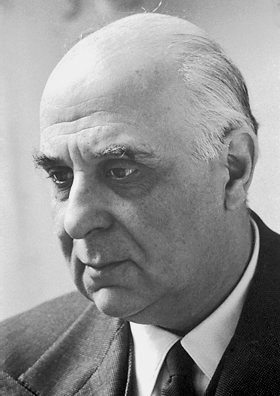
Йоргос Сеферис

## Философия
Древняя Греция является родиной западной философской традиции. Основоположниками греческой философской мысли можно назвать семь мудрецов — группу исторических лиц, живших в VII—VI веках до н. э., которые были авторами сентенций. Одним из них был Фалес, основоположник милетской школы.

#### Новогреческий период
Выдающиеся представители греческого Возрождения — клирик Теофилос Коридаллеус, Николай Маврокордат, Викентиос Дамодос, Антракитис, Мефодиос. Для новогреческого Просвещения характерно обращение к древнегреческому наследию, его деятели — Елевферий Булгарис, Иосипос Мисиодакас, Вениамин Лесбоский, революционер Ригас Фереос. В первые годы независимости от Османской империи широкое распространения получила религиозная философия и гегельянство.

## Наука
Основанный в 1837 году Афинский университет быстро стал научным центром страны.
В 1837 году было основано Греческое археологическое общество для оживления археологической науки, создания условий надлежащего сохранения древностей.

## Образование
Образование в Греции является обязательным для всех детей в возрасте от 6 до 15 лет. Оно включает начальное (Δημοτικό Σχολείο) — 6 классов, и неполное среднее (Γυμνάσιο) — гимназия, 3 класса, образование. Существуют дошкольные учреждения: ясли-сады (Παιδικός σταθμός) для детей от 2,5 лет, работающие отдельно или в составе детских садов (Νηπιαγωγείο).